# 小行星3681
小行星3681（3681 Boyan）是一颗绕太阳运转的小行星，为主小行星带小行星。该小行星于1974年8月27日发现。

## 轨道参数
小行星3681的轨道半长轴为2.2301777 UA，离心率为0.184。